# Az emlékezet állandósága
Az emlékezet állandósága (katalánul: La persistència de la memòria, angolul The Persistence of Memory) Salvador Dalí szürrealista spanyol festő 1931-ben készült festménye, munkái közül az egyik legismertebb és legkiemelkedőbb. 1934 óta a New York-i Modern Művészeti Múzeum (MoMA) tulajdonban áll.
A festmény olvadó órákat ábrázol, ezért gyakran emlegetik Olvadó órák vagy Lágy órák néven is. A festmény a populáris kultúrában számos helyen feltűnt már.